# Ягодное (Магаданская область)
Я́годное — посёлок городского типа, административный центр Ягоднинского района и соответствующего ему городского округа Магаданской области России.
Население — 2722 чел. (2024). Статус посёлка городского типа — с 1953 года.
Расположен на левом берегу реки Дебин в месте впадения в него ручья Ягодный в 80 км к юго-востоку от Сусумана и в 335 км к северу от Магадана (528 км по автодороге).
Через Ягодное проходит автодорога «Колыма». В 4 км к северо-востоку находится посёлок Сенокосный.

## Этимология
Посёлок получил название от ручья Ягодный (якутское название — Дьолинаах — «счастливый», где дьол- «счастье» + суффикс обладания -наах).

## История
На месте будущего посёлка в 1934 году поселились дорожники. «Везде, на каждом шагу ягоды и ягоды… Такое изобилие ягод мы встретили впервые», — писал Н. И. Кутузов, один из первых изыскателей трассы.
Посёлок начинали строить геологоразведчики вместе с дорожниками как базу на пути в глубь Колымского края. Расположен на ручье Ягодный среди лиственниц, берёз, тополей. Защищён со всех сторон сопками. Подножия сопок и долины ручьёв покрыты густым лесом и летом там было много брусники, чёрной и красной смородины, малины, а в окрестных долинах — голубики.
О коренных жителях в этой местности напоминали лишь стойбища якутов-кочевников. В конце 1934 — начале 1935 года на место нынешнего посёлка прибыла небольшая группа вольнонаёмных — специалистов горного дела. Одни приехали по зову партии, другие — по путевке комсомола. В это же время началось заселение Колымы заключёнными. Они в основном и были первыми невольными строителями и жителями посёлка.
Ягодное рос благодаря геологическим открытиям. Планомерное строительство посёлка началось во второй половине 1935 года. Уже к началу 1936 года появилась первая улица — Центральная. Выше, на двадцатиметровой террасе, в просеке, было построено три бревенчатых барака. Улицу, на которой они стояли, назвали Нагорной.
К началу 1938 года на берегу Дебина, примерно там, где находится сейчас автобаза, появилась витаминная фабрика, производившая экстракт из хвои стланика. И вольных, и заключенных обязывали её пить как средство от заболевания цингой.
В мае 1937 года завершилось строительство моста через Колыму в районе посёлка Дебин (63 км к юго-востоку). Мост обеспечил регулярное движение автотранспорта между Магаданом и Ягодным.
В конце 1930-х годов построена узкоколейная железная дорога, связавшая посёлки Усть-Таскан и Эльген-Уголь. По ней завозилось топливо для Тасканской тепловой электростанции, которая обеспечивала электроэнергией Северное, Южное и Юго-Западное горнопромышленные управления.
На месте микрорайона по улице Транспортной в 1940—1950-е годы находилась конебаза. Лошади тогда были основной «техникой» на горных работах и самым надёжным видом транспорта. На нынешней улице Спортивной стояли казармы военизированной охраны — военный городок. Первый магазин открылся в Ягодном в 1936 году, в 1940-е годы была построена средняя школа. Начальная школа находилась рядом, в здании, где потом разместились музыкальная школа и районный архив.
Серьёзным испытанием для жителей Северного горнопромышленного управления (ныне Ягоднинский городской округ) стала Великая Отечественная война. Об этом свидетельствуют воспоминания Н. Д. Стриженко, в то время старшего геолога прииска имени Водопьянова (находился в посёлке Хатыннах): «В годы войны мы добывали тонны золота. Сознавали, что это — оружие, что, добывая золото, мы участвуем в священной войне, вносим немалый вклад в разгром врага. В 1943 году американские капиталисты прислали на Колыму делегацию специалистов — знатоков золотоносных месторождений во главе с вице-президентом Уоллесом. Они хотели убедиться, сможет ли Страна Советов расплатиться с ними за военные поставки по ленд-лизу. Делегация побывала в Чай-Урьинской долине (Сусуманский район). Я тогда был одним из представителей делегации со стороны Дальстроя. По размерам золотоносной долины и по взятым пробам гости поняли, что золота на Колыме много: десятки, сотни тонн. Убедились, что убытков не понесут. Поставки вооружения, продовольствия, материалов имели исключительно важное значение для обороны. Это было наше участие в разгроме врага».
Интенсивное строительство Ягодного развернулось в 1950-х годах. В 1952 году были построены двухэтажная гостиница и детский сад, в 1954 году — Дом культуры со зрительным залом на 360 мест, лекционным залом, библиотекой, в 1955 году — Дом пионеров. Также был построен кинотеатр «Комсомолец».
В начале 1960-х годов в посёлке начали выпускать продукцию пивобезалкогольный и мясо-молочный комбинаты (их цеха были перевезены из посёлка Пищевой).
В конце 1960 — начале 1970-х годов заработал Ягоднинский завод строительных материалов. В начале 1960-х годов на месте сгоревшего здания почты было построено новое здание районного узла связи. В 1969 году появились улицы Октябрьская и Лесная.
В 1965 году Ягоднинскому строительному управлению была присвоена I категория. Годовой объём строительно-монтажных работ, выполняемых управлением, составлял более пяти миллионов рублей.
В 1970-е годы в строительстве началось массовое внедрение средств малой механизации. Это позволило повысить производительность труда на отделочных работах и вводить в год более пяти тысяч квадратных метров жилья (150—200 благоустроенных квартир). Управление строило жильё и производственные объекты в сёлах Эльген и Таскан, в посёлках Дебин, Верхний Ат-Урях, имени Калинина, имени Горького, Одинокий, Штурмовой и других.
В 1971 году к 7 ноября в Ягодном сдана новая средняя школа на 1230 мест.
Первым крупнопанельным промышленным объектом на территории района и области стало здание механосборочного цеха Ягоднинского ремонтно-механического завода.
Последние стройки в Ягодном — жилые дома в квартале 60 лет СССР, на улице Строителей и улице Колымской.
В Ягодном действует общественная организация «Поиск незаконно репрессированных», занимающаяся поиском людей, пострадавших в годы сталинских репрессий, изучением истории района и области.

## Транспорт
Сам посёлок первоначально является спутником автодороги, существует автобусное сообщение с Магаданом и Сусуманом, так же некоторыми другими НП.
Автомобилизация населения очень высокая, в основном в качестве личного транспорта преобладают японские кроссоверы и внедорожники с правыми рулями. Иногда встречаются и другие машины российского, американского, китайского и западноевропейского производства. Цены на топливо примерно в 1,5 раза выше, чем например в Амурской области или других частях Средней Полосы России.
1 июня 2012 года в Ягодном открыт аэропорт, построенный с нуля. Первый технический рейс по маршруту Магадан — Ягодное — Магадан выполнен 25 мая 2012 года на самолёте Ан-28.

## Население
| 1935  | 1959  | 1970  | 1979  | 1989    | 2002  | 2009  |
| ----- | ----- | ----- | ----- | ------- | ----- | ----- |
| 400   | ↗5721 | ↗8088 | ↗9392 | ↗11 024 | ↘5050 | ↘3790 |
| 2010  | 2011  | 2012  | 2013  | 2014    | 2015  | 2016  |
| ↗4210 | ↘4187 | ↘4117 | ↘4032 | ↘3912   | ↘3811 | ↘3656 |
| 2017  | 2018  | 2019  | 2020  | 2021    | 2023  | 2024  |
| ↘3538 | ↘3351 | ↘3241 | ↘3098 | ↘2846   | ↘2804 | ↘2722 |

## Музей памяти жертв политических репрессий
30 октября 1994 года краеведом Иваном Паникаровым в посёлке создан Музей памяти жертв политических репрессий. В составе экспозиции и архива музея находится около четырёх тысяч фотографий бывших заключённых, ветеранов Колымы, остатков лагерей; три сотни экспонатов — орудия труда и предметы лагерного быта заключённых, их личные вещи, оригиналы дел, лагерные газеты, рисунки и картины узников, выполненные в лагерях, письма родственникам, написанные из неволи. Музей располагает библиотекой, в которой собрано около 500 книг о репрессиях, о войне, об истории Магаданской области.

## Известные люди
Уроженцы
- Власенко, Сергей Юрьевич — актёр.
- Высоцкий, Игорь Яковлевич — абсолютный чемпион СССР по боксу.
- Першина, Ольга Иннокентьевна — фолк-рок певица, поэтесса, писательница.
- Шевчук, Юрий Юлианович — рок-музыкант, лидер группы «ДДТ».
- Никанчиков, Алексей Владимирович — спортсмен, серебряный призёр Олимпийских игр 1972 года по фехтованию.

Другие
- Арбенина, Диана Сергеевна — рок-музыкант, лидер группы «Ночные снайперы». Провела детство в Ягодном.
- Васильев, Юрий Вячеславович — писатель. Окончил в Ягодном среднюю школу.
- Демант, Пётр Зигмундович — писатель, мемуарист и общественный деятель. Прожил в Ягодном 23 года после освобождения по амнистии.
- Любименко, Вячеслав Андреевич (1942−2017) — доцент Ленинградского педиатрического медицинского института, один из основателей службы анестезиологии и реанимации новорождённых в Ленинграде, главный внештатный детский неонатолог Комитета по здравоохранению Санкт-Петербурга. В 1960 году окончил в Ягодном интернат.
- Португалов, Валентин Валентинович (1913−1969) — советский поэт и переводчик, артист. Заведовал местным домом культуры (1955—1957).
- Шаламов, Варлам Тихонович — писатель и поэт, один из ведущих представителей так называемой «лагерной темы». Был судим в Ягодном в 1943 году.
- Шматков, Виктор Владимирович — спортсмен, Мастер спорта по пауэрлифтингу, многократный чемпион мира по пауэрлифтингу в своей весовой категории.